# Gensko urejanje CRISPR
Gensko urejanje CRISPR je postopek, ki omogoča spreminjanje genomov živih organizmov. Temelji na poenostavljeni različici bakterijskega protivirusnega obrambnega sistema CRISPR/Cas (CRISPR-Cas9). Z vnosom nukleaze Cas9 v kompleksu z umetno vodilno RNA (gRNA) v celico se lahko genom celice prereže na želenem mestu, kar omogoča odstranitev obstoječih genov in/ali vnos novih.
Čeprav je urejanje genoma evkariontskih celic z različnimi postopki mogoče že od 1980. let, so se starejše metode pokazale kot neučinkovite in nepraktične za širšo uporabo. Gensko urejanje povzroči ireverzibilne spremembe gena. Nukleaza Cas9, ki deluje kot genske škarje, odpre obe verigi ciljnega zaporedja DNA za vnos spremembe z enim od dveh postopkov. Običajni pristop k ciljnemu genskemu urejanju so vstavitvene (knock-in) mutacije, ki jih olajšuje homologno usmerjeno popravilo (HDR – Homology Directed Repair). To omogoča vnos poškodbe in popravila ciljne DNA. HDR uporablja podobna zaporedja DNA za popravilo preloma z vključitvijo eksogene DNA, ki deluje kot popravljalna matrica. Ta metoda temelji na periodičnem in izoliranem pojavu poškodbe DNA na ciljnem mestu, kar omogoči začetek popravila. Izločitvene (knock-out) mutacije, ki jih povzroči CRISPR-Cas9, privedejo do popravila dvojnoverižnega preloma z nehomologno združitvijo koncev (NHEJ – Non-Homologous End Joining). NHEJ pogosto povzroči naključne delecije ali insercije na mestu popravila, kar prepreči ali spremeni funkcionalnost gena. Gensko urejanje s postopkom CRISPR-Cas9 raziskovalcem omogoča ciljano prekinitev naključnih genov. Zato je zelo pomembna natančnost genskega urejanja.
Z odkritjem CRISPR in še zlasti nukleaze Cas9 je postalo mogoče učinkovito in visokoselektivno urejanje. Nukleaza Cas9 omogoča zanesljivo ustvarjanje usmerjenih prelomov na izbranih mestih, ki jih označita vodilni verigi crRNA in tracrRNA. Nukleaza Cas9, pridobljena iz bakterije Streptococcus pyogenes, je olajšala usmerjeno gensko modifikacijo evkariontskih celic. Lahkota, s katero raziskovalci vstavljajo Cas9 in matrično RNA, da bi utišali specifične lokuse ali povzročili njihove točkovne mutacije, se je izkazala kot nepogrešljiva za hitro in učinkovito kartiranje genomskih modelov in bioloških procesov, ki so pri različnih evkariontih povezani z različnimi geni. Izdelali so nove variante nukleaze Cas9, ki pomembno zmanjšajo neciljno delovanje.
Tehnike genskega urejanja CRISPR/Cas bi lahko uporabili za številne namene, vključno z medicinskim zdravljenjem in izboljševanjem semen kulturnih rastlin. Uporabo kompleksa CRISPR-Cas9-gRNA za gensko urejanje je Ameriško združenje za napredek znanosti (AAAS) leta 2015 prepoznalo kot preboj leta. Odkriteljici, Emmanuelle Charpentier in Jennifer Doudna, sta za razvoj leta 2020 prejeli Nobelovo nagrado za kemijo. Po drugi strani so bili izraženi bioetični pomisleki o možnostih uporabe postopka CRISPR za urejanje zarodnih celic.